# Liste der Bodendenkmale in Wildenfels
In der Liste der Bodendenkmale in Wildenfels sind die Bodendenkmale der Stadt Wildenfels und ihrer Ortsteile nach dem Stand der Auflistung von Volkmar Geupel aus dem Jahr 1983 aufgelistet. Eventuelle Änderungen und Ergänzungen, insbesondere aus der Zeit nach der Wende, sind nicht berücksichtigt, da für Sachsen aktuell keine neueren allgemein zugänglichen Bodendenkmallisten vorliegen. Die Baudenkmale sind in der Liste der Kulturdenkmale in Wildenfels aufgeführt.
| Denkmal-ID | Fundart            | Ortsteil    | Bezeichnung                         | Zeitstellung | Lage                                                                                            | Bemerkungen | Bild |
| ---------- | ------------------ | ----------- | ----------------------------------- | ------------ | ----------------------------------------------------------------------------------------------- | --- | ---- |
| ?          | Befestigung > Burg | Härtensdorf | Wasserburg „Vorwerk Charlottenhof“  | Mittelalter  | Ortsmitte, am Zusammenfluss zweier Bäche                                                        | runde Niederungsburg, durch Vorwerk überbaut, ursprünglich umlaufender Graben im Norden und Osten erhalten, Teich im Westen und Nordwesten, Schutz seit 26. Juli 1971                     |      |
| ?          | Befestigung        | Härtensdorf | Wehranlage „Kirchberg“              | Mittelalter  | südlich im Ort                                                                                  | befestigter Kirchhof, ursprünglich umlaufende Bruchsteinmauer, Schutz seit 26. Juli 1971                                                                                                  |      |
| ?          | Befestigung        | Schönau     | befestigter Kirchhof                | Mittelalter  | westlicher Ortsteil, Terrasse über dem Zschocken-Wildenfels-Schönauer Bach                      | umlaufender Erdwall in Resten erhalten, Schutz seit 18. Januar 1971 |      |
| ?          | Befestigung > Burg | Wiesenburg  | Wehranlage „Schloss“                | Mittelalter  | nordöstlich im Ort auf einem Bergsporn zwischen Zwickauer Mulde und einem Nebenbach             | Höhenburg in Spornlage, durch Schloss überbaut und verändert, ursprüngliche Bausubstanz in Schloss integriert, Umfassungsmauer, Abschnittsgraben im Südosten, Schutz seit 18. Januar 1971 |      |
| ?          | Befestigung > Burg | Wildenfels  | Wehranlage „Schloss“, „Schlossberg“ | Mittelalter  | Ortsmitte, auf einem Bergsporn zwischen Zschocken-Wildenfels-Schönauer Bach und einem Nebenbach | Höhenburg in Spornlage, durch Schloss überbaut und verändert, ursprüngliche Bausubstanz im inneren Hof erhalten, Abschnittsgraben im Osten, Schutz seit 18. Januar 1971                   |      |